# Eresia neptoides
Eresia neptoides är en fjärilsart som beskrevs av Rosenberg och Talbot 1914. Eresia neptoides ingår i släktet Eresia och familjen praktfjärilar. Inga underarter finns listade i Catalogue of Life.